# در شب‌زنده‌داری پوزئیدون
«شب زنده‌داری در پوسیدون» (به انگلیسی: In the Wake of Poseidon) دومین آلبوم از گروه موسیقی پراگرسیو راک کینگ کریمسون است که در سال ۱۹۷۰ میلادی منتشر شد. لیبل‌های منتشرکننده به ترتیب آیلند، ورتیگو و آتلانتیک می‌باشند. این آلبوم بهترین آلبوم گروه تلقی می‌شود بطوریکه در رتبه بندی‌های بریتانیا رتبه 4 را در زمان انتشار از آن خود کرد. این در حالتیست که گروه در وضعیت ناپایداری به‌سر می‌برد.